# Phlegmariurus affinis
Phlegmariurus affinis är en lummerväxtart som först beskrevs av Vittore Benedetto Antonio Trevisan de Saint-Léon, och fick sitt nu gällande namn av B. Øllg. Phlegmariurus affinis ingår i släktet Phlegmariurus och familjen lummerväxter. Inga underarter finns listade i Catalogue of Life.